# Flanagan & Allen
Flanagan & Allen var en brittisk sång- och komediakt som var populär under Andra världskriget. Medlemmarna var Bud Flanagan (född Chaim Reuben Weintrop 14 oktober 1896 i Whitechapel, London – död 20 oktober 1968 i Sydenham, London) och Chesney Allen (född William Ernest Chesney Allen 5 april 1893 i Battersea, London – död 13 november 1982 i Midhurst, Sussex). De uppträdde första gången på en revy med Florrie Forde, och bokades av Val Parnell att uppträda vid Holborn Empire 1926..

## Diskografi (urval)
Album
- 1962 – Down Forget-Me-Not Lane
- 1964 – The Flanagan And Allen Story
- 1965 – We'll Smile Again
- 1981 – Yesterday's Dreams
- 1982 – Underneath The Arches
- 1996 – We'll Smile Again: 25 Hits
- 1998 – Let's Be Buddies
- 2000 – The Best Of Flanagan And Allen
- 2003 – Are You Having Any Fun?
- 2004 – Run Rabbit Run
- 2009 – Best of Buddies
- 2011 – Classics
- 2012 – We Remember Them Well
- 2012 – Down Forget-Me-Not Lane: The Hits

Singlar
- 1932 – "Underneath The Arches"
- 1939 – "Run Rabbit Run"